# سربازی اختیاری

سربازی اجباری در کشورهای با رنگ قرمز. در میان کشورهای با رنگ قرمز، ایران جزء کمیاب کشورهایی است که دختران و زنان کاملاً از سربازی معاف هستند و سربازی اجباری تنها برای پسران و مردان است.
بدون نیروی مسلح - نیرو مسلح فعال فقط در زمان جنگ
سربازی اختیاری برای زنان و مردان
دارای سربازی اجباری برای زنان و مردان (در ایران فقط مردان)
حذف سربازی اجباری در آینده
ارتش دارای فعالیت‌های محدود و دارای سربازی اختیاری
بدون اطلاعات

سیستم خدمت نظامی داوطلبانه یا سربازی اختیاری، یک سیستم خدمات نظامی است که ارتش را فقط با متقاضیان بدون سربازی اجباری تشکیل می‌دهد. یک کشور ممکن است از طریق استخدام نظامی و ارائه مزایای قابل‌قبول برای جذب نیروهای بالقوه اقدام کند. در بسیاری از کشورها که دارای ارتش داوطلبانه هستند، حق اعمال سربازی اجباری در شرایط اضطراری را برای خود محفوظ می‌دارند. عمدتاً افراد ضدنظامیگری نیز از همه سیستم‌های نظامی داوطلبانه پشتیبانی می‌کنند.
سربازی اختیاری در ایران با عنوان «سربازی حرفه‌ای» مطرح شده‌است. با اجرا طرح «سربازی اختیاری» و «سربازی حرفه‌ای» دولت ایران باید عادلانه‌تر و متناسب با کار سربازان، خدمات و دستمزد سربازان را افزایش دهد. اما چون در ایران از سربازان و سربازی اجباری، به‌عنوان نیرو کار ارزان با دستمزد ناچیز استفاده می‌شود، ستاد کل نیروهای مسلح با طرح «سربازی حرفه‌ای» و «سربازی اختیاری» مخالف است. بیشتر اعضای ستاد کل نیروهای مسلح از جمله فرمانده کل آن، توسط رهبر جمهوری اسلامی انتخاب می‌شوند. درحال حاضر سربازی اجباری در ایران پیشنهادها و انتقادها را نمی‌پذیرد، حتی اگر به بهای خودکشی سربازان تمام شود. تعدادی از نمایندگان مجلس و فرماندهان نظامی ایران، بهبود وضعیت سربازان و اجرا طرح «سربازی حرفه‌ای»، را موضوعی حاکمیتی و امنیتی و از اختیارات علی خامنه‌ای به عنوان فرمانده کل نیروهای مسلح می‌دانند، با احتیاط با آن برخورد می‌کنند و این رهبر جمهوری اسلامی است که باید تصمیم نهایی را برای سرنوشت سربازان بگیرد. در حکومت‌هایی که سربازی اجباری دارند تلاش می‌کنند رنگ و لعاب مقدس به سربازی بزنند و عباراتی مثل «دوران مقدس سربازی»، «وظیفه عمومی» و «خدمت ملی» استفاده می‌کنند تا تلف‌شدنِ عمر سربازان را مقدس نشان‌دهند و در مقابل، مخالفان و آزادی‌خواهان از واژه‌هایی مانند دورانِ «بردگی»، «اجباری»، «بیگاری» و «اسارت» یاد می‌کنند. حشمت فلاحت پیشه، رئیس پیشین کمیسیون امنیت ملی مجلس، دربارهٔ سربازی اجباری بیان می‌کند: «متأسفانه بر سربازی اجباری، رانت حاکم شده‌است. مسئولانی که مخالفِ سربازی اختیاری هستند، فرزندان‌شان به سربازی اجباری نمی‌فرستند اگرهم به سربازی بروند، فرزندان‌شان در بهترین مکان‌ها سربازی می‌کنند. اما این فرزندان مردم عادی هستند که به سربازی اجباری فرستاده می‌شوند.»

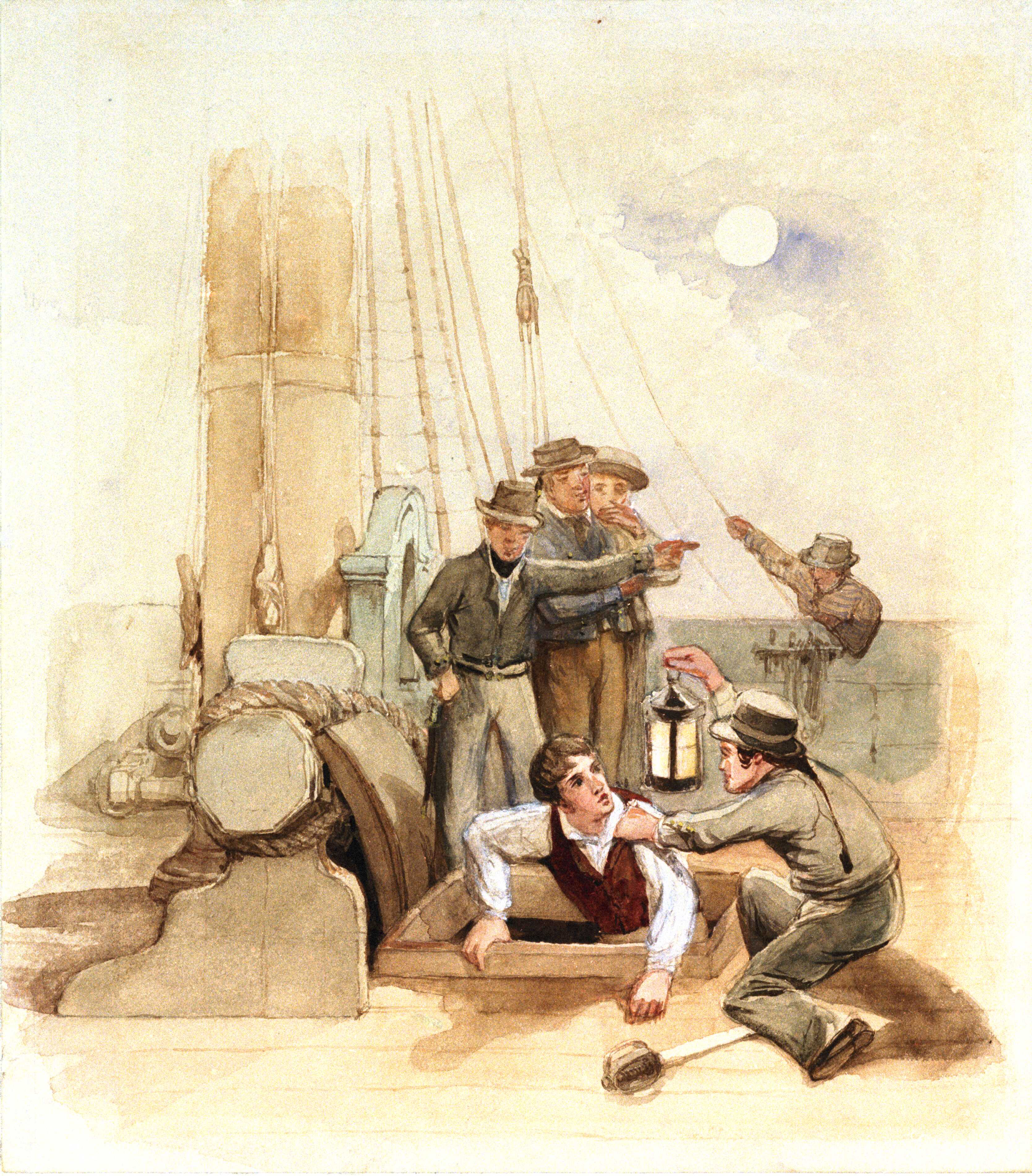
تصویر مربوط به ۱۸۴۰ میلادی، فردی که برای سربازی اجباری دستگیر شده‌است. اولین بار ناپلئون سربازی اجباری، اجرا کرد و سپس با اعتراضات بزرگ مردم فرانسه ناپلئون تسلیم مردم شد و این قانون لغو کرد.

ارتش هند بزرگترین ارتش داوطلبانه دائمی جهان است. طبق اطلاعات مؤسسه بین‌المللی مطالعات استراتژیک، در سال ۲۰۱۰ ارتش این کشور دارای ۱٫۱۲۹٫۹۰۰ پرسنل فعال و ۹۶۰٫۰۰۰ پرسنل ذخیره بود.
در دهه‌های اخیر، روند در میان کشورهای متعدد حرکت از سربازی اجباری به سمت نیروهای نظامی داوطلب بوده‌است. یک نمونه قابل توجه در فرانسه است که از نظر تاریخی اولین کسی است که سیستم سربازی مدرن را به کار می‌گیرد و بسیاری از کشورهای دیگر در اروپا و سایر نقاط جهان مدل آن را دنبال می‌کنند.

## کشورهای دارای ارتش داوطلبانه و سربازی اختیاری
| - افغانستان - آلبانی - آنتیگوآ و باربودا - آرژانتین - استرالیا - باهاما - بحرین - بنگلادش - باربادوس - بلژیک - بلیز - بوتان (کشور) - بوسنی و هرزگوین - بوتسوانا - برونئی - بلغارستان - بوروندی - کامرون - کانادا - چین (de facto, conscription not enforced) - کومور - جمهوری کنگو - کرواسی - جمهوری چک - جمهوری دموکراتیک کنگو - جیبوتی - جمهوری دومینیکن - اکوادور - اتیوپی - فیجی - فرانسه - گابن - گامبیا - غنا | - آلمان - گویان - هندوراس - مجارستان - هند - اندونزی - عراق - جمهوری ایرلند - ایتالیا - جامائیکا - ژاپن - اردن - کنیا - لتونی - لبنان - لسوتو - لیبریا - لیتوانی - لوکزامبورگ - ماداگاسکار - مالاوی - مالدیو - مالت - مالزی - مراکش - مونته‌نگرو - نامیبیا - نپال - هلند - نیوزیلند - نیکاراگوئه - نیجریه - مقدونیه شمالی - عمان | - پاکستان - پاپوآ گینه نو - پرو - فیلیپین - لهستان - پرتغال - قطر - رومانی - رواندا - سنت کیتس و نویس - عربستان سعودی - صربستان - سیشل - سیرالئون - اسلواکی - اسلوونی - آفریقای جنوبی - اسپانیا - سری‌لانکا - سورینام - اسواتینی - تانزانیا - تیمور شرقی - تونگا - ترینیداد و توباگو - اوگاندا - امارات متحده عربی - بریتانیا - ایالات متحده آمریکا - اروگوئه - زامبیا |

## یادکرد
- Greenberg, Greg A.; Rosenheck, Robert A.; Desai, Rani A. (2007-04-01). "Risk of Incarceration among Male Veterans and Nonveterans". Armed Forces & Society. 33 (3): 337–350. doi:10.1177/0095327x06296585. ISSN 0095-327X.
- Gilroy, Curtis L.; Phillips, Robert L.; Blair, John D. (1990-04-01). "The All-Volunteer Army: Fifteen Years Later". Armed Forces & Society. 16 (3): 329–350. doi:10.1177/0095327x9001600302. ISSN 0095-327X.
- Snyder, William P. (1984-04-01). "Officer Recruitment For the All-Volunteer Force: Trends and Prospects". Armed Forces & Society. 10 (3): 401–425. doi:10.1177/0095327x8401000304. ISSN 0095-327X.
- Bachman, Jerald G.; Blair, John D. (1975-10-01). ""Citizen Force" or "Career Force"?" (PDF). Armed Forces & Society. 2 (1): 81–96. doi:10.1177/0095327x7500200106. ISSN 0095-327X.
- McNown, Robert F.; Udis, Bernard; Ash, Colin (1980-10-01). "Economic Analysis of the All-Volunteer Force". Armed Forces & Society. 7 (1): 113–132. doi:10.1177/0095327x8000700107. ISSN 0095-327X.
- Janowitz, Morris; Moskos, Charles C. (1979-01-01). "Five Years of the All-Volunteer Force: 1973-1978". Armed Forces & Society. 5 (2): 171–218. doi:10.1177/0095327x7900500201. ISSN 0095-327X.

1. ↑  «جام نیوز :: JamNews - دختران ایرانی به سربازی می‌روند؟». web.archive.org. ۲۰۱۶-۰۹-۱۳. بایگانی‌شده از اصلی در ۱۳ سپتامبر ۲۰۱۶. دریافت‌شده در ۲۰۲۲-۰۴-۱۶.
2. 1 2 3  «چرا ستاد کل نیروهای مسلح، مخالف سربازی حرفه‌ای است؟ / نماینده مجلس توضیح داد». خبرآنلاین. ۲۰۲۲-۰۵-۳۰. دریافت‌شده در ۲۰۲۲-۰۵-۳۱.
3. ↑  «رنج سربازی اجباری | اقتصاد آنلاین». www.eghtesadonline.com. ۲۰۲۲-۰۳-۲۹. دریافت‌شده در ۲۰۲۲-۰۶-۰۷.
4. 1 2  «چرا سربازی حرفه‌ای اجرا نمی‌شود؟ / روایت نماینده سابق مجلس از حواشی یک طرح». قوه قضائیه | خبرگزاری میزان | Mizan Online News Agency. ۲۰۱۷-۰۱-۰۴. دریافت‌شده در ۲۰۲۲-۰۶-۰۲.
5. ↑  «تمام منصوبان رهبر ایران». BBC News فارسی. ۲۰۱۶-۰۴-۱۸. بایگانی‌شده از اصلی در ۲۰۲۲-۰۶-۱۰. دریافت‌شده در ۲۰۲۲-۰۶-۱۰.
6. 1 2  «سربازی اجباری؛ نیروی کار ارزان در دست نظامیان». BBC News فارسی. دریافت‌شده در ۲۰۲۲-۰۴-۱۷.
7. ↑  «واکنش رئیس سازمان وظیفه عمومی به تغییرات در قانون سربازی». خبرآنلاین. ۲۰۲۱-۰۴-۰۶. دریافت‌شده در ۲۰۲۲-۰۵-۰۹.
8. ↑  مسعود آذر (۲۱ فروردین ۱۴۰۱). «یک قرن با پوتین و کلاه سربازی؛ از 'قبله عالم' تا 'ولی امر'». بی‌بی‌سی فارسی. دریافت‌شده در ۲۰۲۲-۰۴-۱۰.
9. ↑  «ویدئو / خدمت مقدس یا دوری دوساله؟». ایسنا. ۲۰۲۲-۰۴-۱۷. دریافت‌شده در ۲۰۲۲-۰۵-۱۰.
10. ↑  «چرا سربازی حرفه‌ای اجرا نمی‌شود؟». روزنامه ابتکار. بایگانی‌شده از اصلی در ۲۰۲۲-۰۶-۰۲. دریافت‌شده در ۲۰۲۲-۰۶-۰۲.
11. ↑  «خدمت سربازی اجباری». روزنامه دنیای اقتصاد. دریافت‌شده در ۲۰۲۲-۰۶-۰۷.